# Celów
Celów – osada w Polsce położona w województwie dolnośląskim, w powiecie świdnickim, w gminie Dobromierz.
W latach 1975–1998 miejscowość należała administracyjnie do województwa wałbrzyskiego.